# Cornillon (ort i Haiti, Ouest, lat 18,67, long -71,95)
Cornillon är en ort i Haiti.   Den ligger i departementet Ouest, i den sydöstra delen av landet, 40 km öster om huvudstaden Port-au-Prince. Cornillon ligger 980 meter över havet och antalet invånare är 7 572.
Terrängen runt Cornillon är bergig åt sydväst, men åt nordost är den kuperad. Runt Cornillon är det ganska tätbefolkat, med 134 invånare per kvadratkilometer. Närmaste större samhälle är Savanette, 10,4 km väster om Cornillon. Omgivningarna runt Cornillon är en mosaik av jordbruksmark och naturlig växtlighet.